# Montecilfone
Montecilfone (på arberesjiska Munxhfuni) är en stad i provinsen Campobasso i Italien. Kommunen hade 1 314 invånare (2018).
Arberesher är stadens ursprungliga befolkning och arbereshiska"gammelalbanska" är det språk som talas i staden jämte, italienskan. Arberesherna invandrade till Italien från Albanien som hette Arbëria på 1400-talet, och är ättlingar till Gjergj Kastrioti Skenderbegs den store albanske konungens soldater som lyckades hålla Osmanska riket stången i många år, innan det lilla landet som var det sista på Balkan kom att bli ockuperat as Osmanska trupper.